# Patagonia chilena
La Patagonia chilena, Patagonia occidental, zona austral o región de los canales corresponde a una subregión de la Patagonia, caracterizada por ser una inmensa biorregión que presenta una geografía muy variada lo que redunda en una gran diversidad de paisajes, climas, cultura y ecosistemas: montañas, fiordos, canales e islas, debido al hundimiento de la cordillera de los Andes.

## Territorio

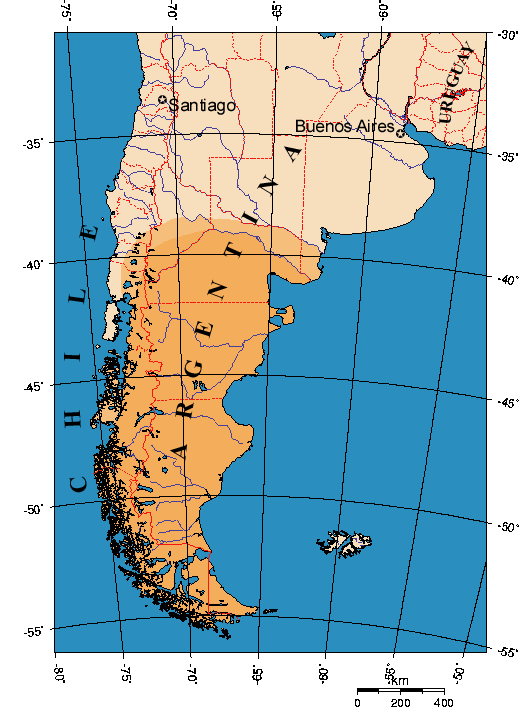
Región geográfica de la Patagonia.

En Chile, la zona de la Patagonia no existe como un ente político, constituyendo solo un límite imaginario. Tradicionalmente, se considera a la provincia de Palena como el territorio más septentrional de la Patagonia chilena. De tal forma, esta zona comienza desde el golfo de Corcovado hasta el cabo de Hornos, cubriendo todo el territorio nacional desde el océano Pacífico hasta el límite con Argentina. El área descrita es de 256 093,5 km² (un 34% de Chile), en un arco continental-insular que ronda los 1700 km de longitud de norte a sur.
Según la división política del país, comprende la provincia de Palena y las regiones de Aysén y de Magallanes (sin el Territorio Chileno Antártico). Actualmente se prefiere diferenciar del territorio situado más al norte del golfo del Corcovado (región de los Lagos), limitando este con el territorio de la Patagonia chilena. No obstante, desde la geología, estudios demuestran la condición de conjunción y unidad geológica del macizo surpatagónico con el macizo norpatagónico, determinando, en consecuencia, el límite norte de la Patagonia en la falla de Huincul, incorporándose por ende, la Región de Los Ríos, y la Región de la Araucanía.

## Historia
La región de la Patagonia chilena está habitada desde hace aproximadamente 10 500 a. C. según los descubrimientos arqueológicos encontrados en el sector de la cuevas Fell, Ci Aike y Pali Aike, cercanas al estrecho de Magallanes.

### Etnias severamente desplazadas
1.- Los aonikenk o tehuelche, pueblo cazador nómada terrestre que vivió entre el río Santa Cruz y el estrecho de Magallanes. Los europeos los bautizaron como “patagones”. Son reconocidos como uno de los pueblos más altos del mundo, algunos llegaban a medir dos metros. Desaparecieron por un proceso de aculturación propiciado primero por el contacto con los mapuche (araucanización), y posteriormente por la expansión de la ganadería ovina favorecida por Argentina y Chile en la ocupación de la Patagonia. En la actualidad existen varias comunidades tehuelche, destacando Kamusu Aike.
2.- Los selknam u onas, nómadas terrestres cazadores establecidos en la isla Grande de Tierra del Fuego. Emparentados con los aonikenk por su aspecto físico y el lenguaje. Su procesos de crisis cultural y demográfica comenzó en 1881 con la llegada de europeos y europeos-americanos tras el oro descubierto en la isla y posteriormente por la acción de las empresas ganaderas que se establecieron en sus territorios e iniciaron el genocidio selknam. Tanto el Estado argentino como el chileno han reconocido legalmente recién en las últimas décadas a las comunidades selknam. 

### Etnias en peligro
Como los habitantes terrestres de la isla grande Tierra del Fuego, los pueblos canoeros de Patagonia occidental y austral han debido enfrentar la violencia y el racismo desde el siglo XIX.
1.- Los yaganes, fueron nómades canoeros que habitaban, la isla Navarino, la región del canal Beagle y adyacentes, llegando incluso al cabo de Hornos; es el grupo étnico más austral del continente. En 2017 fueron censadas 1.600 personas Yagan, pero las últimas hablantes nativas de su lenguas dos mujeres, viven en Villa Ukika cercana a Puerto Williams.Existen comunidades yagán en diferentes partes de Argentina y de Chile.
2.- Los alacalufes o kawésqar son una nación nómade canoera que se desarrolló en los canales y fiordos desde el golfo de Penas al Estrecho de Magallanes e islas al oeste de Tierra del Fuego. Aunque severamente golpeados por la violencia desde el siglo XIX, en la actualidad desarrollan un proceso de revitalización cultural y sus integrantes viven casi todos en Punta Arenas, Puerto Natales y Puerto Edén. En 2017 fueron censadas 3.448 personas kawéskar en Chile.

### Inmigración chileno-española

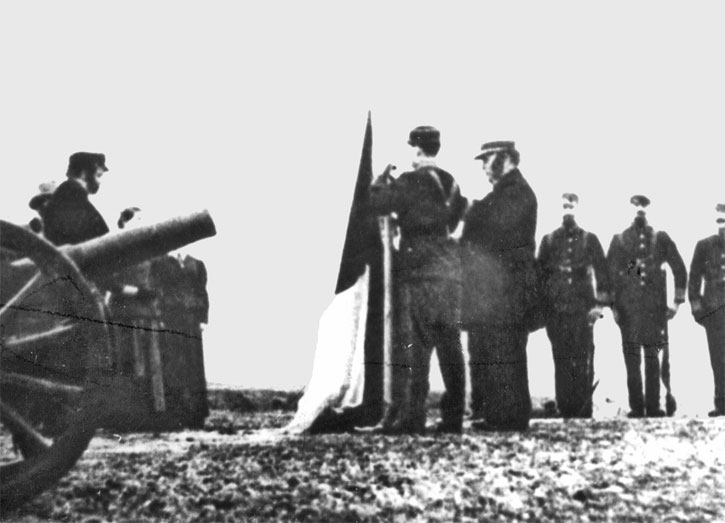
Toma de posesión del territorio de Magallanes, reproducción del hecho.

Presencia efectiva de Chile en la Patagonia Austral entre 1843 y 1879 antes del tratado de 1881, durante la disputa de la Patagonia Oriental, Tierra del Fuego y el estrecho de Magallanes.

El primer asentamiento español en la región fue fundado por Pedro Sarmiento de Gamboa el 4 de febrero de 1583: la ciudad de Nombre de Jesús, en las cercanías de punta Dungeness (boca oriental del estrecho de Magallanes). En 1584, se fundó Rey Don Felipe en la bahía de San Blas. Ambas ciudades contaban con cabildo e iglesia, pero tuvieron una corta duración, al no contar con abastecimiento, por la lejanía y las adversas condiciones climáticas casi todos sus habitantes perecieron.
La primera constitución política de Chile definió su límite sur en el cabo de Hornos; sin embargo, asuntos más urgentes hicieron olvidar estas tierras. Solo durante el gobierno de Manuel Bulnes se fundó el Fuerte Bulnes (1843), primer asentamiento del Chile republicano en la zona. Luego vendría Punta Arenas, cuya estratégica posición controlaba el flujo marítimo entre el océano Atlántico y Pacífico. La inmigración de la España del tiempo colonial fue escasa, y fue principalmente con el objetivo de construir enclaves estratégicos frente al asedio de otros países europeos.
Cuatro hechos fijaron la atención del gobierno en este territorio:
- Las exploraciones hidrográficas que, desde 1826 hasta 1832, realizó en los canales del sur el velero inglés HMS Beagle.
- La ocupación en 1833 de las islas Malvinas por Reino Unido.
- La inauguración en 1840 del servicio de barcos a vapor que llegaron al Pacífico a través del Estrecho de Magallanes.

Luego de la fundación de Punta Arenas muchos chilenos, especialmente del archipiélago de Chiloé, se aventuraron a colonizar estas tierras a las que comenzaron a llegar luego inmigrantes europeos. A partir de la década de 1870 la navegación a vapor regular por el Estrecho y la llegada de ovejas desde las islas Malvinas, impulsada por  la privatización de las tierras indígenas, favoreció la instalación de compañías principalmente británicas, que monopolizaron el comercio y la producción en la Patagonia reivindicada por Argentina y por Chile.
Desde fines del siglo XIX, el sector norte de la Patagonia comenzó a poblarse, con chilotes en el litoral, y con campesinos del centro-sur de Chile en el interior. Los primeros eran pescadores, cazadores y hacheros de ciprés de las Guaitecas y los segundos eran ganaderos que en muchos casos habían residido en Argentina y entraron a Chile en búsqueda de tierras disponibles para asentarse. Hubo casos en que esta búsqueda de tierras desató conflictos, como cuando se instalaron pobladores en el valle Simpson y la Sociedad Industrial de Aysén puso reparos a legitimidad del asentamiento o cuando los pobladores del lago Buenos Aires se defendieron con armas de los ataques de la policía chilena, en los sucesos conocidos como "Guerra de Chile Chico".
El 30 de diciembre de 1927, al crearse la Territorio de Aysén, se anexó a este la parte norte del Territorio de Magallanes (3.ª subdelegación, Las Minas —Comarca de Río Baker—). Al mismo tiempo se crean los departamentos de: Magallanes, con las comunas de Magallanes (Punta Arenas), San Gregorio, Río Verde, y Morro Chico (Laguna Blanca); Natales, con las comunas de Natales y Cerro Castillo (Torres del Paine) y Tierra del Fuego, con las comunas de Porvenir, Primavera, Bahía Inútil (Timaukel) y Navarino (Cabo de Hornos). El decreto del 22 de mayo de 1929 denomina Provincia al Territorio de Magallanes, Última Esperanza al Departamento de Natales y denomina Magallanes a la ciudad de Punta Arenas. En diciembre de 1937 se restituyó el nombre de Punta Arenas al Puerto de Magallanes y se incorporó algunos años después el Territorio Antártico Chileno.

### Inmigración europea

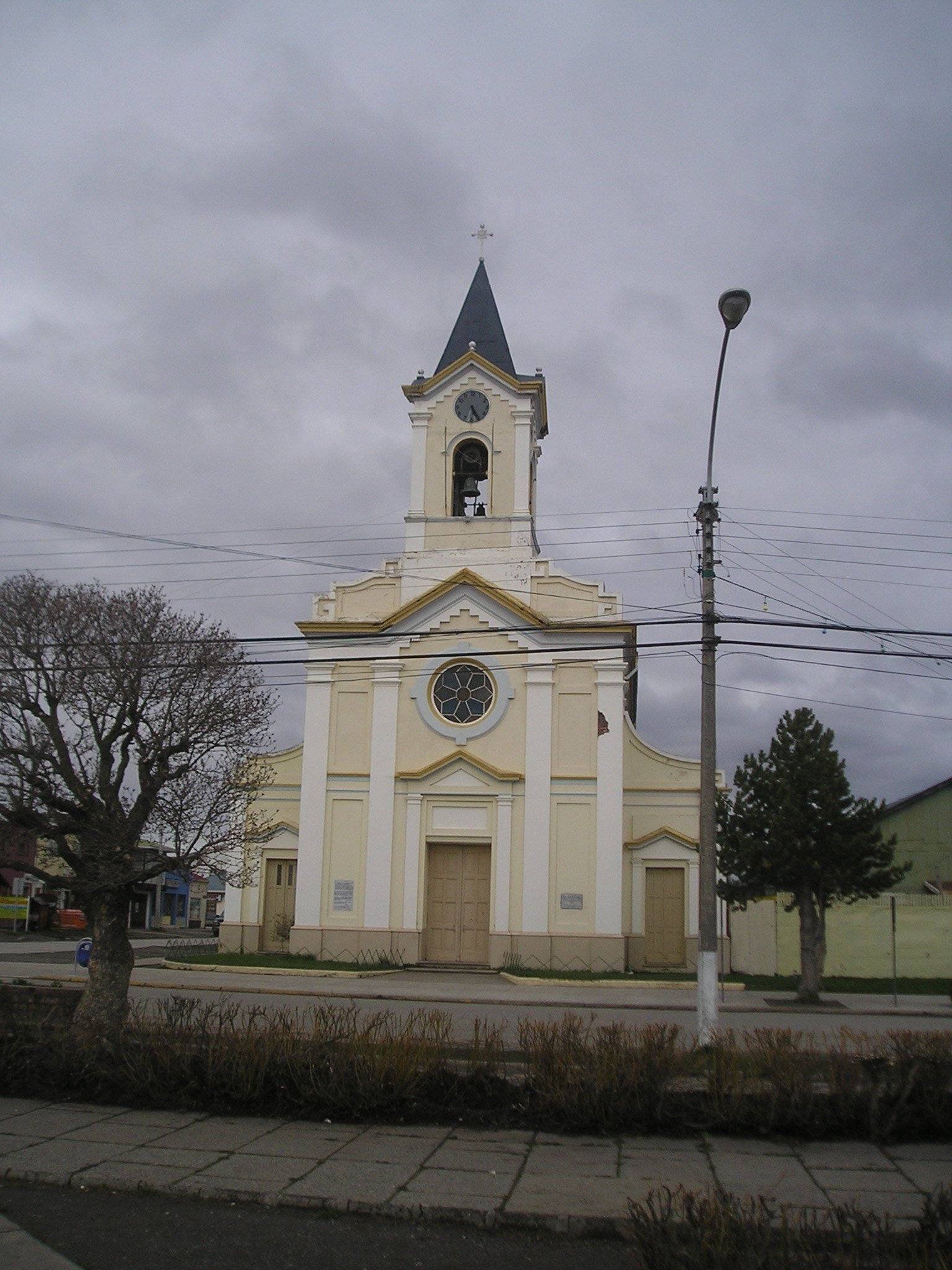
La huella croata en Puerto Natales.

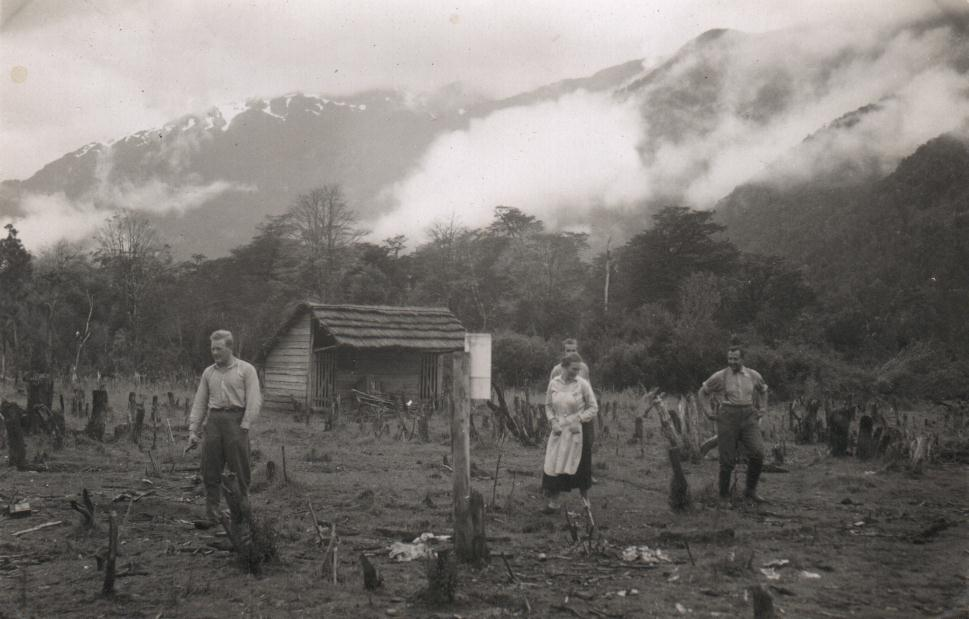
Inmigrantes alemanes en Aysén, años 1930.

Entre 1850 y 1950, se desarrolló la inmigración europea en la Patagonia chilena, destacándose por número, la inmigración croata. Los croatas se instalaron principalmente en Puerto Natales, Punta Arenas y Porvenir (Tierra del Fuego), convirtiéndose en una las inmigraciones europeas más importantes en Chile. De acuerdo a Ivo Borić, es posible dividir la historia de la inmigración croata en Chile en cuatro periodos: El primero, de 1864 a 1890, caracterizado por un escaso volumen de inmigración; el segundo, de fines del siglo XIX hasta la Primera Guerra Mundial, corresponde al periodo de inmigración masiva; el tercero, en el periodo entre guerras (1920 a 1939), en el cual vuelve a descender el volumen de inmigrantes; y el cuarto (1946 a 1956), que corresponde al periodo en el cual la inmigración decae, y solo un pequeño grupo de croatas se establece en Chile. Entre los años 1864-1956 se estima que llegaron a Chile alrededor de 58 000 croatas.
Paralelamente, llegaron a radicarse a la Patagonia chilena otros grupos de inmigrantes, aunque en menor número, entre los cuales destacan, suizos en Magallanes, polacos en la Tierra del Fuego, españoles en Punta Arenas, un pequeño grupo de belgas en la zona de Chile Chico y Alemanes-Checoslovacos en Puyuhuapi, fundando en la década del 30 la localidad perteneciente a la Región de Aysén.

## Geografía

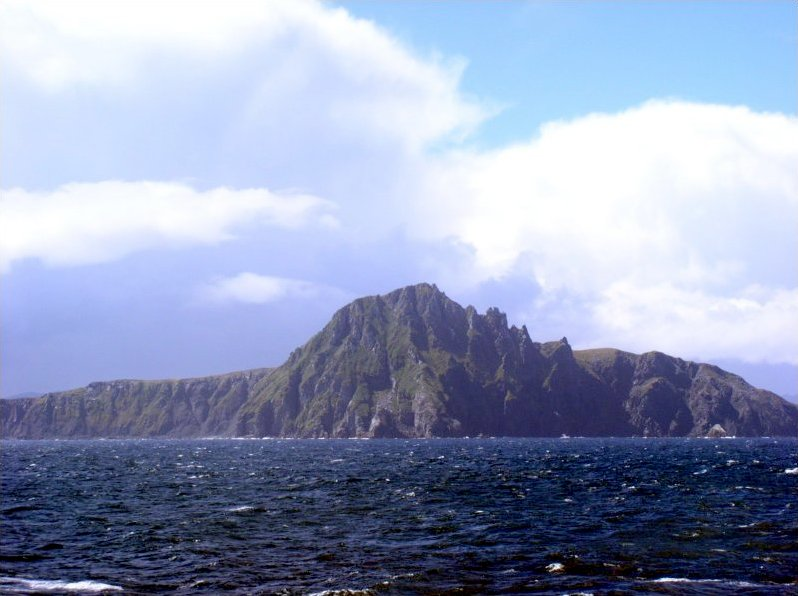
El Cabo de Hornos, uno de los puntos más australes de América.

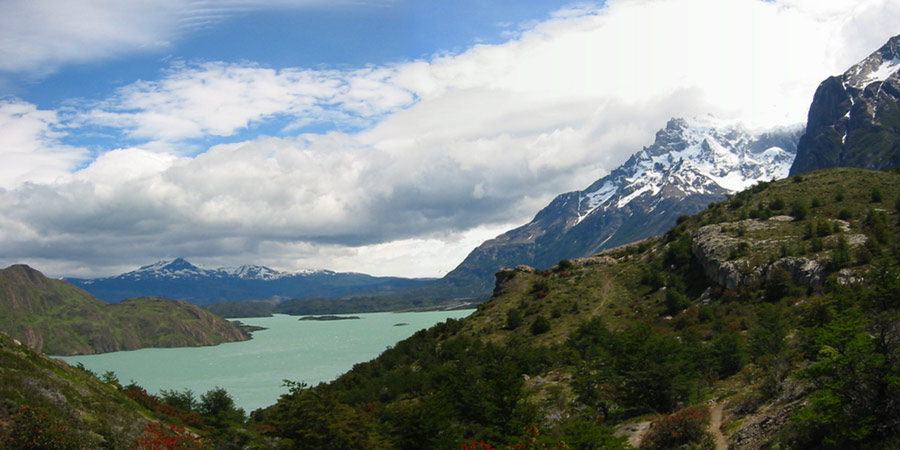
Lago Nordenskjöld.

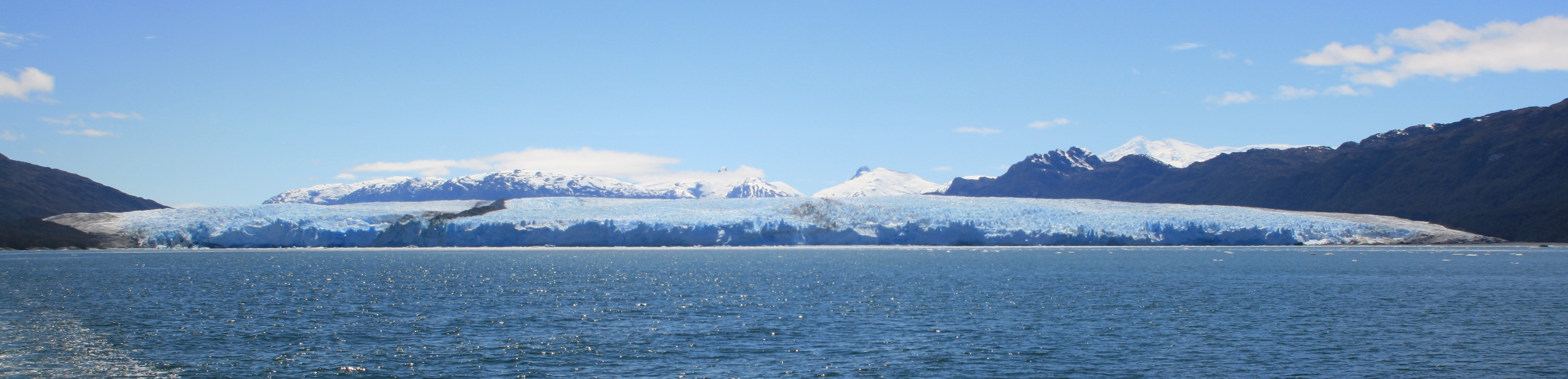
Glaciar Pío XI (o Brüggen), el más largo del hemisferio sur fuera del continente antártico.

La Patagonia chilena difiere radicalmente de su contraparte argentina, tanto en términos físicos como climáticos. En Chile predomina la cordillera andina (en su última sección continental), archipiélagos y lagos glaciares. Las llanuras litorales son estrechas (o incluso inexistentes) y la costa está recortada por profundos fiordos, aspectos que han limitado en buena medida la colonización y la conexión terrestre de la Patagonia chilena con el resto del país.
La zona es denominada tradicionalmente como Zona Austral de Chile; es una región de glaciación, la cual se encuentra cubierta por dos grandes masas de hielo, el Campo de hielos norte y el Campo de hielos sur. Se caracteriza por la presencia de bosques perhúmedos de clima frío como el bosque templado y el más austral bosque magallánico, con menos especies.
Se extiende desde el Golfo de Corcovado al cabo de Hornos. En ella se ubica una estrecha planicie costera; afectada intensamente por tectónica de hundimiento; y cordilleras patagónicas continentales con ríos y lagos, ventisqueros patagónicos del Pacífico; cordilleras patagónicas insulares en archipiélagos, islas e islotes, todas las cuales se bañan en sus costas por el océano Pacífico.
Los archipiélagos, islas e islotes dan formación a dos sistemas de canales navegables para todo tipo de naves: los canales patagónicos, entre el archipiélago Guayaneco y los islotes Fairway; y los canales fueguinos al sur del estrecho de Magallanes y hasta el cabo de Hornos.
Los cursos de agua de la provincia de Palena, de origen nival, forman en sus trayectos vastos sistemas hidrológicos que incluyen esteros, lagos, lagunas y ríos principales. Destacan el río Palena al sur de la provincia (que nace en la Argentina y termina en la Región de Aysén), el río Futaleufú (que también nace al otro lado de la frontera), el río Vodudahue, el río Corcovado y el río Yelcho, entre otros.
Los ríos patagónicos se caracterizan por sus crecidas torrenciales de origen andino y por las irregularidades de sus cursos. En la región de Aysén los ríos Cisnes, Aysén, Bravo, Pascua y el Baker.
Los ríos de la región de Magallanes son por lo general de corto desarrollo debido a la intensa acción glacial. Los más importantes son los ríos Pérez, Penitente, San Juan, Azopardo, Yendegaia, Paine, Serrano, Baguales y Grande de Tierra del Fuego.

### Parques nacionales y reservas naturales
- Parque nacional Torres del Paine (1959): superficie 181 000 ha, fue declarado Reserva de la Biosfera por la UNESCO en 1978.[18]
- Parque nacional Laguna San Rafael (1959): superficie 1 742 000 ha, su principal atracción es la laguna costera formada por el glaciar San Rafael.
- Parque nacional Isla Magdalena (1983): superficie 157 616 ha, al cual es posible acceder solo por vía marítima, principalmente desde Puerto Cisnes y Puyuhuapi.[19]
- Parque nacional Queulat (1983):
- Parque nacional Isla Guamblin (1967): superficie 154 093 ha.
- Parque nacional Pumalín (1991): superficie de 325 000 ha, es un parque nacional que comenzó siendo privado de uso público creado por el millonario estadounidense Douglas Tompkins.
- Parque nacional Bernardo O'Higgins (1969): superficie 3 525 901 ha, es el más extenso de Chile, albergando la mayor parte del Campo de hielo Patagónico Sur.
- Parque nacional Alberto de Agostini (1965): superficie 1 460 000 ha, en su interior se encuentra íntegramente la cordillera Darwin.
- Parque nacional Pali Aike (1970): superficie 5030 ha.
- Parque nacional Cabo de Hornos (1945): superficie 63 093 ha, es el parque nacional más austral del mundo. Su acceso, extremadamente difícil, se realiza solo por vía marítima.
- Parque nacional Yendegaia (2013)
- Parque nacional Patagonia (2017)
- Parque nacional Hornopirén (1988)

## Clima
El clima de esta región es muy hostil y generalmente frío. Los vientos barren estas tierras constantemente la mayor parte del año.
Hay dos tipos de clima: uno es el clima oceánico lluvioso, existente en los archipiélagos y fiordos, y otro es el clima estepárico, más frío y seco, a medida que se avanza hacia al oriente andino y hacia el sur, debido a la latitud y a una menor influencia atemperadora marina.
Avanzando hacia el oriente, el clima se torna térmicamente más extremo y se produce un fuerte decrecimiento en las precipitaciones (homologable al fenómeno de continentalidad de Santiago de Chile en el clima mediterráneo). Esta continentalidad, también se manifiesta por inviernos rigurosos con frecuentes nevadas y escarchas. Así, en Coyhaique, las temperaturas y precipitaciones promedio son de 8,2 °C y 1206 mm, y en Balmaceda, ubicado solo unos 30 km más al este, las mismas mediciones arrojan 6,4 °C y 612 mm, respectivamente. De la misma manera las temperaturas mínimas extremas pueden alcanzar -39 °C y -47 °C respectivamente.

## Economía

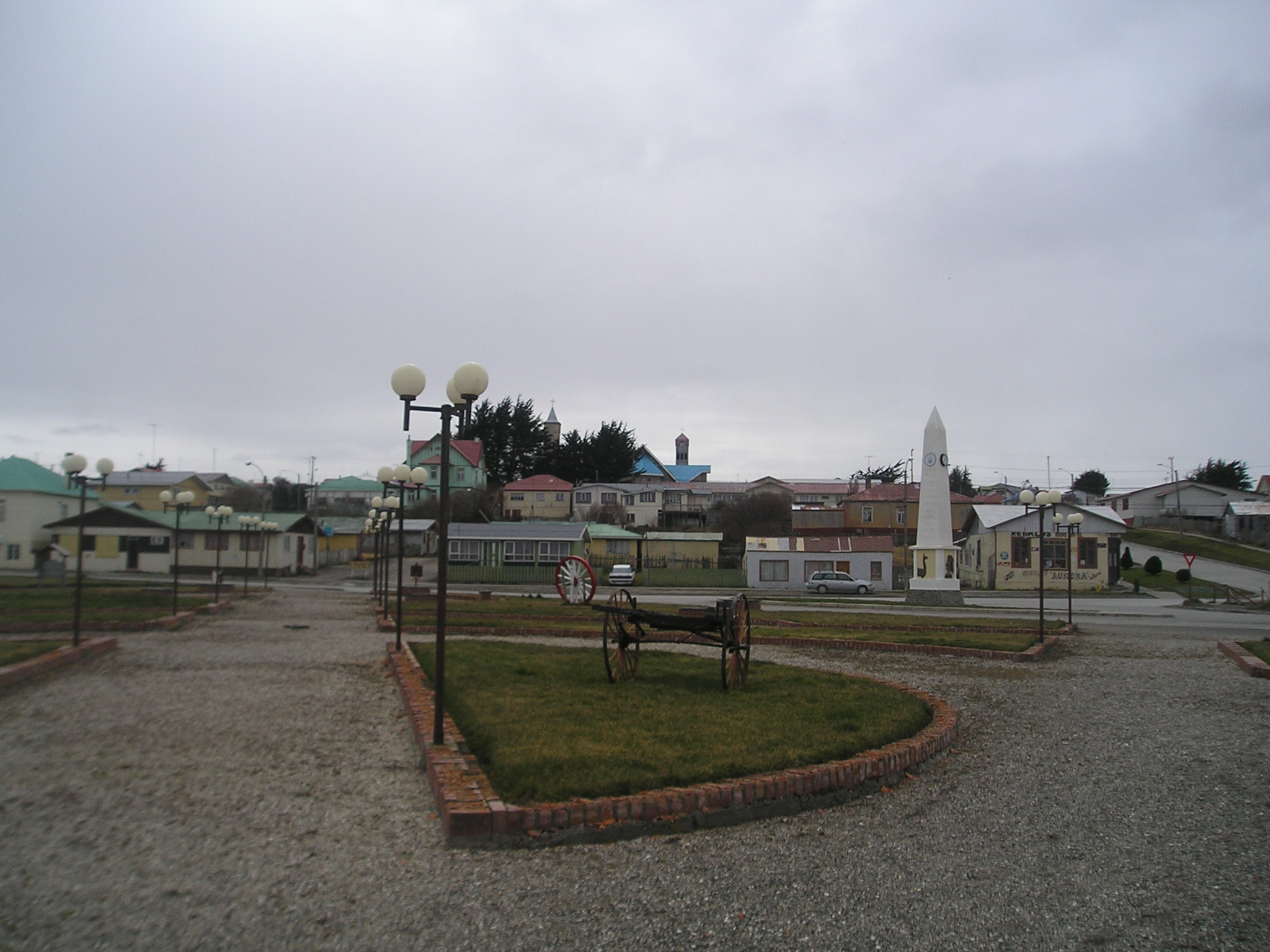
El Parque Croata en Porvenir, ciudad donde predomina la actividad ovina.

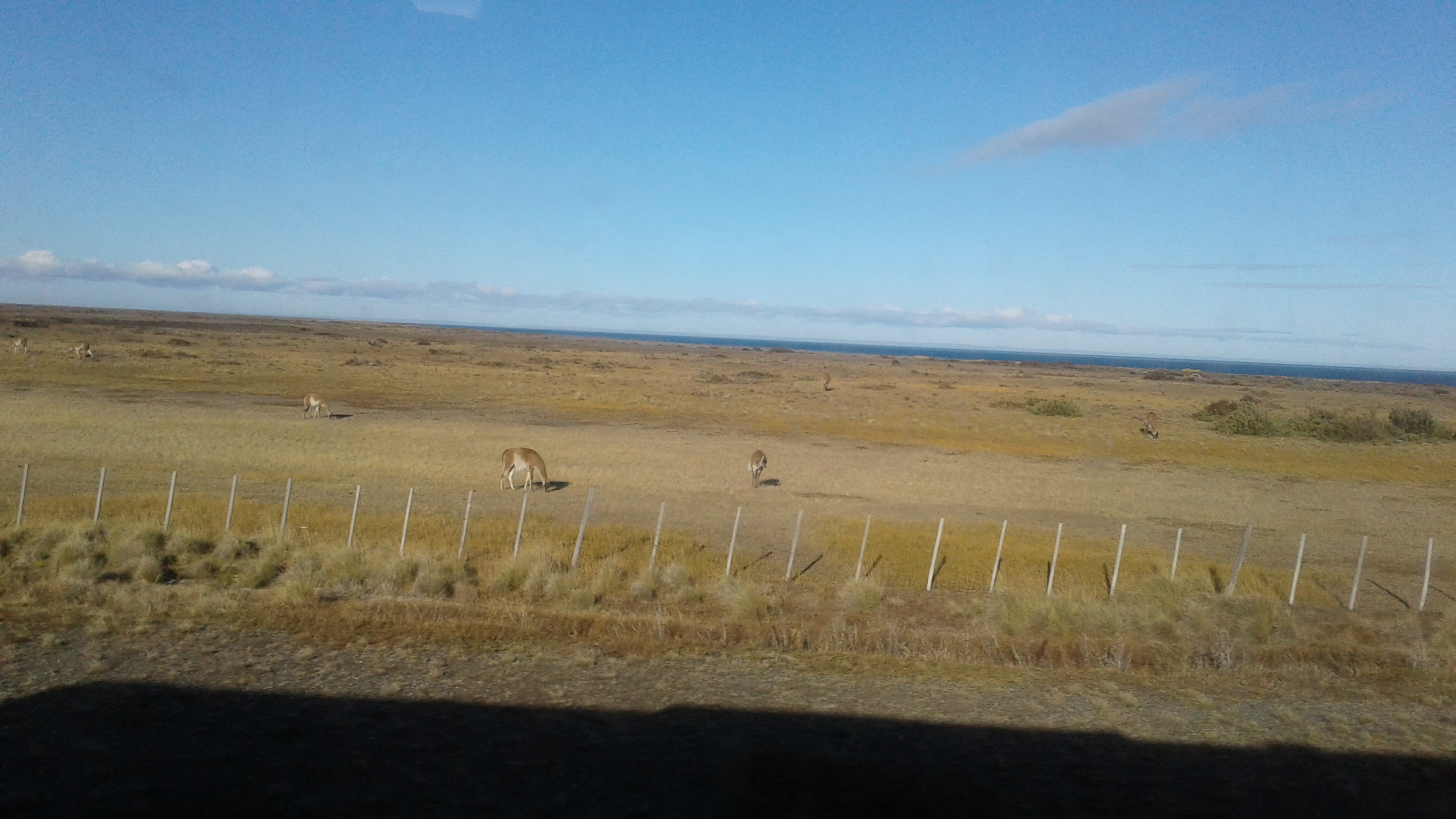
Prado en la Patagonia chilena (2016).

Los atractivos naturales de la Patagonia chilena, y sus abundantes parque nacionales, hacen del turismo en la zona una de las principales actividades económicas. En diciembre de 2014, la sección de viajes de The Telegraph destacó «explorar la Patagonia» como la quinta de las veinticinco cosas que hacer antes de morir, mientras que, en octubre de 2016, la editorial de guías de viajes Lonely Planet la destacó como la sexta entre las diez regiones que había que visitar en 2017.
Teniendo como principales atractivos la laguna San Rafael, la Catedral de Mármol (en el Lago General Carrera) o las Torres del Paine, el turismo patagónico es una actividad en constante expansión que atrae a miles de visitantes extranjeros cada temporada.
Tradicionalmente, una de las principales actividades de la región ha sido la crianza de ganado ovino, especialmente en el extremo austral donde gran parte de su población depende de esta actividad. Ejemplos como el de Stubenrauch y el frigorífico Bories, que llegó a ser el más grande de la Patagonia, señalan la importancia histórica de la ganadería ovina en la zona.
En la región patagónica también fue importante la industria de hidrocarburos, cuyo primer yacimiento de petróleo, conocido como Springhill en la Tierra del Fuego, data de 1945. Por su parte, el sector silvoagropecuario produce avena, papas, trigo, hortalizas, entre otros.

## Principales localidades

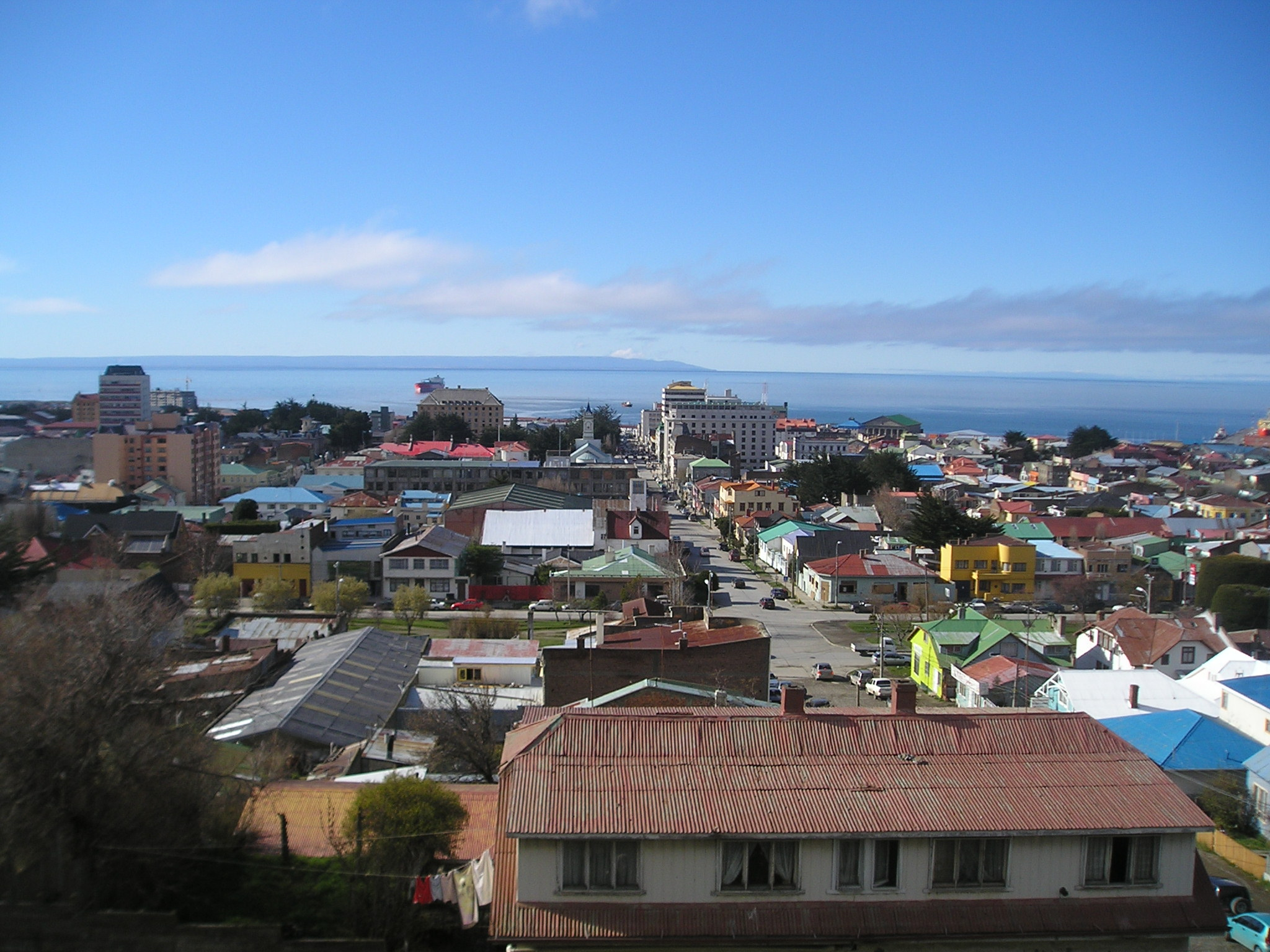
Vista de Punta Arenas y del estrecho de Magallanes.

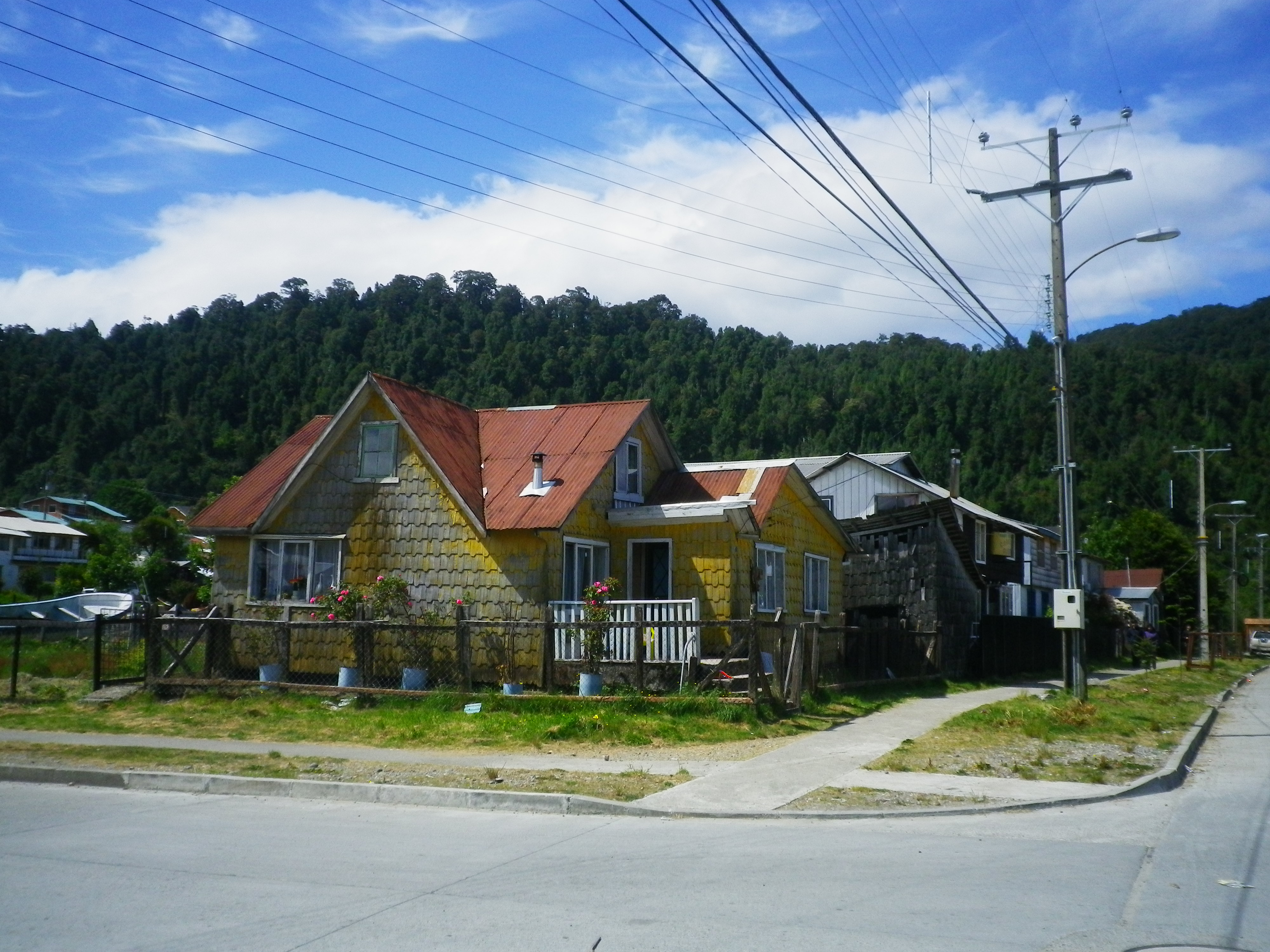
Localidad de Puerto Cisnes, en la Región de Aysén.

Ciudades y pueblos de la Patagonia chilena ordenadas por cantidad de población:
| Puesto | Área urbana    | Población | Provincia        | Región     |
| ------ | -------------- | --------- | ---------------- | ---------- |
| 1.º    | Punta Arenas   | 131 592   | Magallanes       | Magallanes |
| 2.º    | Coyhaique      | 57 818    | Coyhaique        | Aysén      |
| 3.º    | Puerto Aysén   | 23 959    | Aysén            | Aysén      |
| 4.º    | Puerto Natales | 21 477    | Última Esperanza | Magallanes |
| 5.º    | Hualaihué      | 8944      | Palena           | Los Lagos  |
| 6.º    | Porvenir       | 6801      | Tierra del Fuego | Magallanes |
| 7.º    | Puerto Cisnes  | 6517      | Aysén            | Aysén      |
| 8.º    | Chile Chico    | 4865      | General Carrera  | Aysén      |
| 9.º    | Chaitén        | 5071      | Palena           | Los Lagos  |
| 10.º   | Cochrane       | 3490      | Capitán Prat     | Aysén      |
| 11.º   | Río Ibáñez     | 2666      | General Carrera  | Aysén      |